# Jesús Sanz Montes
Jesús Sanz Montes OFM (ur. 18 stycznia 1955 w Madrycie) – hiszpański duchowny katolicki, arcybiskup Oviedo od 2010.

## Życiorys
W 1981 wstąpił do zakonu franciszkanów i w tymże zgromadzeniu złożył śluby wieczyste 14 września 1985. Święcenia kapłańskie otrzymał 20 września 1986. Był gwardianem w kilku hiszpańskich placówkach zakonnych (w latach 1994-1997 pracował w tym charakterze także w Rzymie). Powierzano mu też funkcje m.in. rektora niższego seminarium w Ávili, sekretarza kastylijskiej prowincji, a także jej definitora prowincjalnego.

### Episkopat
23 października 2003 papież Jan Paweł II mianował go biskupem ordynariuszem dwóch diecezji złączonych w unii in persona episcopi: Huesca i Jaca. Sakry biskupiej udzielił mu w katedrze w Huesca 14 grudnia 2003 kard. Antonio María Rouco Varela.
21 listopada 2009 został mianowany arcybiskupem Oviedo. Ingres odbył się 30 stycznia 2010.